# Dikko Henderson
Dikko Henderson est un personnage du roman On ne vit que deux fois de Ian Fleming. Australien, il accueille James Bond lors de sa mission au Japon. Perpétuellement saoul, Henderson initie l'agent anglais à la civilisation japonaise et à ses subtilités. Il est aussi présent dans le film On ne vit que deux fois, sorti en 1967.